# Karsinka
Karsinka (deutsch Vorwerk Karzin) ist ein Dorf in der polnischen Woiwodschaft Westpommern und gehört zur Stadt- und Landgemeinde Polanów (Pollnow) im Powiat Koszaliński (Kreis Köslin).

## Geographische Lage
Karsinka liegt zwei Kilometer östlich des Dorfes Karsina (Dorf Karzin) an einer Nebenstraße, die bei Mostowo (Brückenkrug) von der Woiwodschaftsstraße 168 abzweigt und nach Cetuń (Zetthun) führt. Ein Bahnanschluss besteht nicht.

## Geschichtliches
Der Ort wurde als Vorwerk zum Dorf Karzin (Dorf Karzin) angelegt und ist Teil dieses Dorfes und seiner Geschichte. Bis 1945 gehörte es zum Landkreis Köslin im Regierungsbezirk Köslin in der preußischen Provinz Pommern.
Nach 1945 kam der Ort zu Polen und ist heute ein Ortsteil der Gmina Polanów im Powiat Koszaliński in der Woiwodschaft Westpommern (1975 bis 1998 Woiwodschaft Köslin). Karsinka ist Sitz eines Schulzenamtes, zu dem die Ortschaften Karsina, Młyniska und Szczerbin (Karlshof) gehören.

## Kirche
Kirchlich gehörte das Vorwerk Karzin vor 1945 zur Kirchengemeinde Karzin im Pfarrverbund mit Klannin (Kłanino).